# Dicée couronné
Dicaeum anthonyi
Espèce
Statut de conservation UICN

 LC  : Préoccupation mineure
Le Dicée couronné (Dicaeum anthonyi) est une espèce de passereau placée dans la famille des Dicaeidae.

## Répartition
Il est endémique des forêts pluviales de Luçon (Philippines).

## Habitat
Il habite les forêts humides tropicales et subtropicales de montagne.
Il est menacé par la perte de son habitat.

## Sous-espèces
Selon Peterson
- Dicaeum anthonyi anthonyi (McGregor) 1914
- Dicaeum anthonyi kampalili Manuel & Gilliard 1953
- Dicaeum anthonyi masawan Rand & Rabor 1957